# As-Sawwan al-Kabir
As-Sawwan al-Kabir (arab. الصوان الكبير) – wieś w Syrii, w muhafazie Aleppo, w dystrykcie Afrin. W 2004 roku liczyła 630 mieszkańców.